# Fit for 55
Fit for 55, eller 55 %-paketet, är ett lagpaket gällande klimatlagstiftning inom Europeiska unionen som Europeiska kommissionen presenterade den 14 juli 2021. Paketet är en del av den europeiska gröna given och syftar till att nå en utsläppsminskning av växthusgaser på 55 procent fram till 2030 jämfört med 1990 års nivåer, i enlighet med europeiska klimatlagen.
Lagpaketet består av följande förslag till rättsakter:
1. Förslag till Europaparlamentets och rådets beslut om ändring av beslut (EU) 2015/1814 vad gäller det antal utsläppsrätter som ska placeras i reserven för marknadsstabilitet inom unionens utsläppshandelssystem för växthusgaser fram till 2030[5]
2. Förslag till Europaparlamentets och rådets direktiv om ändring av direktiv 2003/87/EG vad gäller luftfartens bidrag till unionens mål om minskade utsläpp från hela ekonomin och ett lämpligt genomförande av en global marknadsbaserad åtgärd[6] – antaget den 10 maj 2023[7]
3. Förslag till Europaparlamentets och rådets direktiv om ändring av direktiv 2003/87/EG om ett system för handel med utsläppsrätter för växthusgaser inom unionen, beslut (EU) 2015/1814 om upprättande och användning av en reserv för marknadsstabilitet för unionens utsläppshandelssystem och förordning (EU) 2015/757[8] – antaget den 10 maj 2023[9]
4. Förslag till Europaparlamentets och rådets förordning om inrättande av en mekanism för koldioxidjustering vid gränserna[10] – antaget den 10 maj 2023[11]
5. Förslag till Europaparlamentets och rådets förordning om ändring av förordning (EU) 2018/842 om medlemsstaternas bindande årliga minskningar av växthusgasutsläpp under perioden 2021–2030 som bidrar till klimatåtgärder för att fullgöra åtagandena enligt Parisavtalet[12]
6. Förslag till Europaparlamentets och rådets direktiv om ändring av Europaparlamentets och rådets direktiv (EU) 2018/2001, Europaparlamentets och rådets förordning (EU) 2018/1999 och Europaparlamentets och rådets direktiv 98/70/EG vad gäller främjande av energi från förnybara energikällor och om upphävande av rådets direktiv (EU) 2015/652[13]
7. Förslag till Europaparlamentets och rådets direktiv om energieffektivitet (omarbetning)[14]
8. Förslag till Europaparlamentets och rådets förordning om ändring av förordningarna (EU) 2018/841 vad gäller omfattning, förenkling av regler för efterlevnadskontroll, fastställande av medlemsstaternas mål för 2030 och åtaganden för att kollektivt uppnå klimatneutralitet 2035 i sektorn för markanvändning, skogsbruk och jordbruk, och (EU) 2018/1999 vad gäller förbättrad övervakning, rapportering, uppföljning av framsteg och översyn[15]
9. Förslag till rådets direktiv om en omstrukturering av unionsramen för beskattning av energiprodukter och elektricitet[16]
10. Förslag till Europaparlamentets och rådets förordning om utbyggnad av infrastruktur för alternativa bränslen och om upphävande av Europaparlamentets och rådets direktiv 2014/94/EU[17]
11. Förslag till Europaparlamentets och rådets förordning om ändring av förordning (EU) 2019/631 vad gäller skärpning av normerna för koldioxidutsläpp från nya personbilar och nya lätta nyttofordon i linje med unionens höjda klimatambitioner[18]
12. Förslag till Europaparlamentets och rådets förordning om inrättande av en social klimatfond[19]
13. Förslag till Europaparlamentets och rådets beslut om ändring av direktiv 2003/87/EG vad gäller anmälan av kompensation i samband med en global marknadsbaserad åtgärd för luftfartygsoperatörer som är baserade i unionen[20] – antaget den 10 maj 2023[21]
14. Förslag till Europaparlamentets och rådets förordning om användning av förnybara och koldioxidsnåla bränslen för sjötransport och om ändring av direktiv 2009/16/EG[22]
15. Förslag till Europaparlamentets och rådets förordning om säkerställande av lika villkor för hållbar luftfart[23]

De flesta av lagförslagen berör unionens miljöpolitik, medan vissa berör energipolitiken och den gemensamma transportpolitiken.